# Pudding Mill River
Der Pudding Mill River ist ein unterirdischer Wasserlauf im London Borough of Newham. Er ist Teil der Bow Back Rivers und mündet in den River Lea. Der Wasserlauf verläuft vom Old Ford Lock bis zum St Thomas Creek an der Stratford High Street. Seine Länge beträgt knapp 800 m.
Von 1200 bis 1934 stand mindestens eine Mühle am Lauf des Flusses. Bis in die 1960er Jahre stand Wasser im Pudding Mill River und er wurde gelegentlich als Parkplatz für nicht genutzte Lastkähne genutzt. Danach wurde der Wasserlauf zunehmend mit Müll aufgefüllt. Am Anfang des 21. Jahrhunderts wurde der Wasserlauf gesäubert und Wildleben kehrte zurück. Nach der Entscheidung die Olympischen Spiele 2012 in London zu veranstalten wurde der Wasserlauf 2007 unter die Oberfläche verlegt. Nur ein kleiner Abschnitt ist an seiner Mündung in den River Lea erkennbar.